# Code E
Code E is het 135ste stripverhaal van De Kiekeboes. De reeks wordt getekend door striptekenaar Merho. Het album verscheen op 23 januari 2013.

## Verhaal
Marcel en Charlotte zijn op vakantie op het Portugese eiland Madeira, waar ze per ongeluk in het bezit komen van een USB-stick. Op deze stick, die gezocht wordt, staat een geheimzinnige Franse tekst. Konstantinopel, Joeksel en Froefroe zoeken uit wat er zo bijzonder is aan deze tekst en komen uit op een geheimzinnige code: è&é(à'èç"é!". Ondertussen vertrekt Carmella naar Griekenland met haar nieuwe vriend, waardoor Leon voor de kinderen moet zorgen, net nu bij het leger een nieuw type bom moet worden opgeslagen. Zo krijgen Joeksel en Froefroe een nieuwe babysit, genaamd Barbie Poppe, die nieuw is in de buurt. Leon wordt verliefd op haar, maar wat zijn haar echte bedoelingen? En wat is toch die geheime code?

## Achtergronden bij het verhaal
- Barbie Poppe is een woordspeling op Barbiepop.
- Rain Air, de vliegtuigmaatschappij waarmee Marcel en Charlotte vliegen, is een woordspeling op de echte vliegtuigmaatschappij Ryanair.
- De Creamcheese University van Philadelphia is een woordspeling op het roomkaasmerk "Philadelphia".
- Het love hotel dat Leon wil bezoeken heet "Het Dekbed". Een woordspeling op een dekbed en het seksuele eufemisme "dekken".
- Tijdens de autorit met Tomboy (op pagina 26) worden door Fanny en Tomboy heel wat woordspelingen gemaakt rond prostitutie.
- Het klooster en de bijhorende heilige heten Sint-Rucola (een woordspeling op rucola ofte raketsla).